# ГАЗ-24-10
ГАЗ-24-10 «Волга» — советский автомобиль среднего класса производства Горьковского автомобильного завода. Выпускался с конца 1985 года до 1993 года. Представляет собой модернизацию модели ГАЗ-24 («рестайлинг»). Снаружи от предшественника машина отличается травмобезопасными наружными ручками открывания дверей от ГАЗ-3102 (от этой же модели был частично позаимствован интерьер), отсутствием форточек в передних дверях и заднего стояночного огня; также были убраны хромовая полоса с крышки багажника и шильдики «Волга» с передних крыльев. Через год после начала выпуска также стала отличаться пластмассовой чёрной облицовкой — решёткой радиатора. Является паллиативом, обусловленным наложением вето на крупносерийный выпуск модели ГАЗ-3102. При этом машина сохранила относительно высокое качество сборки и репутацию надёжного автомобиля, несмотря на морально устаревшую конструкцию. Помимо базового седана, ГАЗ-24-10 выпускался в трёх вариантах для службы такси (бензиновый седан ГАЗ-24-11, газомоторный седан ГАЗ-24-17 и бензиновый универсал ГАЗ-24-14), универсал также предлагался в базовом виде (ГАЗ-24-12) и как карета скорой помощи (ГАЗ-24-13). Помимо этого, существовало множество мелкосерийных моделей, в том числе «догонялка» с двигателем V8, (ГАЗ-24-34). В 1992 году её сменила модель ГАЗ-31029, также представлявшая собой паллиативную модернизацию ГАЗ-24-10 на базе ГАЗ-3102. Всего был собран 417 481 экземпляр различных модификаций данного автомобиля.

## История
Средняя продолжительность конвейерной сборки советского легкового автомобиля составляла около 10 лет. Автомобиль ГАЗ-24 «Волга» дебютировал в 1968 году и серийно производился с 1970 года. Предполагалось, что к 1980 году ГАЗ-24 передаст эстафету новому автомобилю. К концу 1970-х такой автомобиль имелся — ГАЗ-3102. При том, что по целому ряду причин машина была построена на шасси и кузове ГАЗ-24, в оснащённости «Волга» 3102 привлекала новым оформлением экстерьера, современным салоном с травмобезопасной консолью, регулируемыми ортопедическими сиденьями и улучшенной системой вентиляции, а также новыми техническими узлами наподобие передних дисковых тормозов и форкамерного зажигания.
Машина поступила на государственные испытания в сроки, в 1978 году, которые она успешно завершила, но по различным причинам, свойственным эпохе застоя позднего СССР, серийный запуск постоянно откладывался. Опытно-промышленная партия появилась только в феврале 1981 года, и то благодаря большой политической интриге (подробности см. в статье про ГАЗ-3102). Серийное производство стартовало в апреле 1982-го, но для безостановочного перехода конвейера с ГАЗ-24 на ГАЗ-3102 (как и в случае с ГАЗ-21Р на ГАЗ-24 в 1970 году) первые автомобили собирались в корпусах производства автомобилей малых серий (ПАМС), и ожидалось, что «передача эстафеты» состоится по мере готовности смежных производств. К 1984 году всё было готово, но политика продолжала влиять на ГАЗ-3102. По словам руководителя легкового производства:

Осваивать 31-ю Волгу было особенно тяжело, потому что было две позиции, тормозивших выпуск. Это тормоза и панель приборов. Дисковые тормоза — впервые на ГАЗе в машине этого класса применялись. Тормозные цилиндры делала Кинешма, панель приборов — Сызрань. Эти поставщики никак не могли раскрутиться — ни в количестве, ни в качестве. Выбраковка была 80 %, да и то, что оставалось — тоже было не ахти. Держали нас на голодном пайке. Никак больше 2-3 тысяч в год не получалось. Обычную Волгу делали в год и 70 тысяч, а тут — никак! Были, правда, поначалу и технические проблемы — по тормозам, но их решили через год, и форкамерный двигатель — еле-еле получился. Потому что машины свежие шли в ЦК: там, пока мы не наладили всё как надо, драли три шкуры. Но, кроме двигателя — всё подтянули. Тут пошло — «давайте больше!», оценили её. И 31-я Волга приобрела статус элитной, генеральской. Это значит, что и госаппарат на ней ездил. И тут нашему министру на самом высоком уровне было сказано буквально так: «Мы не позволим, чтобы автомобиль, на котором будут ездить чиновники и генералы, одновременно работал и в такси». И 31-ю модель придержали в количестве. А мощности-то уже развёрнуты, опыт накоплен, обороты набраны. И вот, 2410 родилась: начинка от 3102, под старый кузов.
 — Владимир Никитич Носаков — бывший руководитель легкового производства ГАЗа о ГАЗ-3102 
В период с конца 1970-х по середину 1980-х, пока шла чехарда с запуском ГАЗ-3102, мировая автомобильная промышленность оправилась после долгого упадка, вызванного нефтяным кризисом 1973 года. На фоне её новейших образцов даже «новая» «Волга» ГАЗ-3102 выглядела весьма консервативно, а ГАЗ-24 по всем показателям была морально устаревшей. По целому ряду параметров автомобиль не соответствовал ужесточённым нормам безопасности, экономичности и токсичности. Следовательно, продавать ГАЗ-24 за рубеж (а экспорт был существенным источником валютного дохода для СССР) становилось всё сложнее. Более того, к середине 1980-х штамповочные станки для кузова прошли миллионную отметку и их износ до стадии непригодности был вопросом времени.
Несмотря на свою устарелость, автомобиль ГАЗ-24 пользовался большим спросом. При этом почти треть автомобилей шла в службу такси, а универсалы шли как грузовой транспорт различных организаций, на их базе создавались в том числе и кареты скорой помощи. Сохранилась и масса должностей, которым был положен служебный автомобиль, но которым ГАЗ-3102 был «не по статусу». Машина славилась своей вместительностью, надёжностью, проходимостью и простотой в обслуживании. Даже на экспортном рынке автомобиль имел своих преданных клиентов, особенно в странах Восточной Европы и союзных СССР развивающихся государствах. В частных руках «Волга» оставалась относительной редкостью, и её продажи, особенно на вторичном рынке, были объектом крупной спекуляции и хорошим примером теневой экономики СССР.
Волевое политическое решение — не допустить ГАЗ-3102 в широкое производство — в первую очередь поставило в тупик смежных производителей, которые уже развили выпуск комплектующих ГАЗ-3102 не под искусственно-ограниченный годовой тираж в 3 тысячи машин, а под планируемый конвейерный масштаб в 70 тысяч. Из этого и вытекало логическое предложение — запустить ГАЗ-3102 в массовый выпуск, но в оболочке кузова ГАЗ-24. Исполнить подобное с технической стороны оказалось легко, так как кузов и шасси ГАЗ-3102 были созданы на основе ГАЗ-24, из-за чего большинство узлов и деталей было унифицировано.
Освоение проводилось постепенно. Первыми стали модернизированный двигатель и ходовая часть. Такой автомобиль был представлен на выставке «Автопром-84» и пошёл в серию в 1985 году. За ним последовал салон, который был освоен к концу 1985 года. Оба автомобиля переходной серии 1985 года выпуска иногда неофициально обозначаются как ГАЗ-24М. Завершить проект должен был внешний вид с использованием панелей от ГАЗ-3102 в упрощённом исполнении (см. ниже), но даже этот проект был отклонён и автомобиль принял окончательный облик в апреле 1986 года.
Поэтапная модернизация позволила избежать долгой бюрократической волокиты с сертификацией и приёмными комиссиями, этим обусловлено и именование автомобиля: с сохранением общего индекса ГАЗ-24 добавлено «-10», выполнено по единой нормали обозначения технических изделий. Это было применено ко всем модификациям автомобиля: такси вместо ГАЗ-24-01 стал ГАЗ-24-11; универсал ГАЗ-24-02 — ГАЗ-24-12; карета скорой помощи — ГАЗ-24-13; универсал-такси — ГАЗ-24−14; такси, работающее на сжиженном газе — ГАЗ-24-17; даже малая серия автомобилей, выпускавшихся для нужд Комитета государственной безопасности, с силовой передачей от автомобиля «Чайка», ГАЗ-24-24, стал ГАЗ-24-34.

## Описание

### Двигатель
Для ГАЗ-3102 заволжский двигатель ЗМЗ-24Д был существенно модернизирован. Главной новинкой нового ЗМЗ-4022.10 стало форкамерно-факельное зажигание, где свеча поджигала богатую смесь в отдельной форкамере, которая, через два узких сопла, факелом выстреливала и зажигала бедную смесь в основной камере. Чтобы вместить 12-клапанный механизм и форкамеры в головку блока цилиндров, пересмотрели систему охлаждения. У ЗМЗ-24Д помпа крепилась на головку, и охлаждающая жидкость (до 1975 года вода, после — антифриз марки Тосол А-40) поступала в рубашку через нержавеющую трубу. Само охлаждение было термосифонное, горячая жидкость поднималась вверх, а холодная — опускалась вниз. В форкамерной головке места для монтажа помпы не было и её переместили на блок цилиндров. Таким образом, холодная жидкость входила в рубашку напрямую, поднимаясь в головку через разнокалиберные отверстия и выходила через тройник, который крепился к головке. Чтобы охлаждение было равномерным, сечения каналов у передних цилиндров уменьшили по сравнению с задними.
Для уменьшения вибраций применили бесшиповые крышки коренных подшипников и демпфирующий передний шкив-маховик коленчатого вала. Кованый стальной распределительный вал ЗМЗ-24Д заменили на литой чугунный с искусственным отбелом опорных шеек, кулачков и эксцентрика топливного насоса. Это решение снизило ресурс самого вала, но позволило отказаться от его съёмных втулок в блоке, сузив их постели непосредственно под сами шейки, тем самым упростив процедуру ремонта. Блок цилиндров, будучи по конструкции силуминовым сплавом с «мокрыми» гильзами, ещё для двигателя ЗМЗ-21А отливался в кокиле и гильзы цилиндров верхнем буртом упирались в расточку. Для ЗМЗ-24Д, в целях уменьшения веса и ускорения скорости производства, блоки отливались под давлением и рубашка была полностью открытая сверху (гильзы не имели верхней опоры). Такая конструкция обеспечивала лучший доступ охлаждающей жидкости к верхним кромкам гильз — точки наибольшего нагревания. Тем не менее, она была менее стойкой к сильным нагрузкам. При разработке ЗМЗ-4022.10 было решено вернутся к кокильному литью. Паспортный прирост максимальной мощности ЗМЗ-4022.10 в сравнении с ЗМЗ-24Д был 10 л. с. Но совершенно иным — её распределение, дав ощутимое улучшение динамических показателей автомобиля. Самым же главным достижением стало то, что мотор стал почти на 15 % более экономичным из-за полного сгорания обеднённой смеси в цилиндрах благодаря факельному зажиганию, а его экологические показатели соответствовали нормам Евро, которые появились десятилетием спустя.
Опыт эксплуатации выявил много сложностей в работе форкамерного зажигания, требующего изнурительной настройки трёхкамерного карбюратора К-156 и постоянного забивания сопел из форкамер копотью. Ещё до наложения вето на массовый выпуск в таксомоторных парках прошли обкатку такси ГАЗ-31021 из опытно-промышленной партии. Седан ГАЗ-24 и такси ГАЗ-24-01 различались не только обивкой салона и наличием таксомоторного оборудования, но имели различные модификации двигателя: ЗМЗ-24Д и ЗМЗ-2401. Последний мог работать на низкооктановом топливе А-76 и, во избежание детонации, имел увеличенную по высоте головку для более крупного объёма камеры сгорания (соответственно, степень сжатия была ниже)..
Сложность обслуживания форкамерного зажигания и тем более капризная работа на низкооктановом топливе принудили отказаться от этой новинки для так и не реализованного хозяйственного автомобиля. Но созданный для него мотор, ЗМЗ-4021.10, вскоре стал востребованным. Учитывая более низкие потребительные качества, для ЗМЗ-4021.10 сохранили блок литой под давлением. Мотор сохранил систему охлаждения, за исключением расположения термостата: у ЗМЗ-4022.10 он разместился в тройнике, перекрывая на прогреве забор из радиатора и открывая внешний байпас на тройник головки, в то время как у ЗМЗ-4021.10 он, наоборот, разместился в тройнике головы, и, открывая байпас, он перекрывал выходной патрубок на радиатор. Это решение было обусловлено тем, что форкамерный ЗМЗ-4022.10 выделял больше тепла, и при малом кругу важнее было оставить открытым выброс горячей жидкости для избегания паровой пробки, нежели обеспечить забор холодной. У ЗМЗ-24Д термостат крепился непосредственно на насосе, но так же, как и на 4021, перекрывал сброс на радиатор при прогреве.
Отличие также было в повышении высоты подъёма клапанов с 9,5 до 10 мм, а диаметр выпускных клапанов вырос с 36 до 39 мм. Как и на ЗМЗ-4022.10, выпускные клапаны получили маслоотражательные колпачки (на ЗМЗ-24Д ставились только на впускные), а одинарные пружины клапанов ЗМЗ-24Д для надёжности были продублированы демпфирующими. Более «тяжёлый» ГРМ потребовал усилить ось коромысла дополнительными опорами. От ЗМЗ-4022.10 также унаследовали систему выпуска с двойным коллектором (т. н. «штаны») и дополнительный глушитель-резонатор. Мощность мотора составила 90 л. с. (у ЗМЗ-2401 она была 85).
Нефтяной кризис стимулировал конструкторов и инженеров искать новые способы снижения расхода топлива, а общественность — учитывать проблемы загрязнения атмосферы выхлопными газами. Поэтому, если общая автомобильная эволюция стремилась сделать машины компактными и использовать лёгкие материалы, то на мотористов лёг приоритет повысить КПД мотора. Сама конструкция двигателя со внутренним распределительным валом и приводом ГРМ через штанги толкателей к началу 1980-х была признана устаревшей (при том, что заложенный в 1950-х годах ресурс мотора так и не был полностью реализован), и именно тогда в недрах конструкторских бюро появились технические задания на создание нового поколения моторов, которое было реализовано в середине 1990-х семейством ЗМЗ-406. Разумеется, форкамерное зажигание было вершиной совершенства, но по причинам нецелесообразности данной системы в служебных автомобилях требовалось найти альтернативу. На закате карбюраторной эры в мировой автомобильной промышленности начали появляться различные системы для снижения токсичности и дающие небольшую экономию, особенно при работе на холостом ходу.
Ещё в 1977 году серийный ЗМЗ-24Д был доработан, где ранняя открытая система вентиляции картера — всасывание происходило через фильтр встроенный в пробку маслоналивной горловины, выброс — через отводящую трубку из крышки толкателей, заменили закрытой. На клапанную крышку устанавливался патрубок — тройник. На малых оборотах шла непосредственная вентиляция, так как основной шланг всасывал воздух из воздушного фильтра, а малая ветвь отсасывала смешанные с ним картерные газы непосредственно во впускной коллектор. На больших нагрузках поток большой ветви менял направление и через оба шланга отсасывался избыток. Эта система была реализована на предшественнике ЗМЗ-24Д, ЗМЗ-21 и ставилась серийно на все модификации ГАЗ-М-21 до 1965 года. Эксплуатация показала, что если мотор изношенный, то картерный поток быстро засоряет карбюратор, поэтому для ГАЗ-21Р систему сделали открытой и лишь в 1977 году, уже в соответствии с мировыми стандартами, ЗМЗ вернулся к закрытой системе.
Для мотора ЗМЗ-4021 разработали новый карбюратор К-151, который конструктивно представлял собой К-156 без форкамерной секции. Тем не менее, он сохранил полуавтоматический пуск холодного двигателя (воздушная заслонка открывалась пневмокорректором), автономную систему холостого хода, пневмоэкономайзер первичной камеры, сменный элемент воздушного фильтра и другие особенности конструкции К-156. Производительность карбюратора была несколько меньше, чем К-156 (главные топ. жиклёры совокупно пропускали 610 см³/мин против 620 у К-156), как и более узкие проходные сечения (диаметр больших диффузоров 23+26 мм, против 23+27+5).
Не имея форкамерного зажигания, токсичность решили дополнительно снизить путём установки системы рециркуляции отработанных газов. Система имела термовакуумный выключатель в рубашке охлаждения ГБЦ и на прогретом моторе при разряде приводила клапан на коллекторе, который впускал часть выхлопа назад во впускной коллектор. Принцип заключался в том, что выхлоп играл роль балласта, снижая температуру горения смеси и тем самым образования окисей азота. Система не работала на холостом ходу и при полных нагрузках. Для её установки пришлось переместить малую ветвь вентиляции картера со впускного коллектора на специальный золотник в карбюраторе (у форкамерного ЗМЗ-4022.10 малая ветвь подавалась аналогично ЗМЗ-24Д).
Второй особенностью ЗМЗ-4022.10 была ступенчатая система впуска воздуха (ССПВ), которая запускала воздух во впускной коллектор в обход карбюратора при торможении двигателем и помогала не только сэкономить расход при выбеге, но и значительно сокращала тормозной путь. Для ЗМЗ-4021.10 применили популярную в то время систему экономайзера принудительного холостого хода (ЭПХХ), который аналогично ССПВ (их электрические датчики были идентичными) при поднятии педали газа и при оборотах коленчатого вала более 1050 открывал клапан на перекрытие подачи топлива в канал холостого хода карбюратора. Эффективность систем рециркуляции и принудительного холостого хода оказались намного скромнее, чем форкамерное зажигание и ССПВ, но ЗМЗ-4021.10 с К-151 успешно прошёл все испытания и был рекомендован к производству как составная часть автомобиля ГАЗ-31021.
После вето на массовый выпуск ГАЗ-3102 (и тем самом отказавшись от ГАЗ-31021 с ЗМЗ-4021.10) и решения использовать техническую начинку от ГАЗ-3102 для создания ГАЗ-24-10 конструкторам следовало лишь взять ГБЦ от 4021.10, переделать её под АИ-93 и поставить на кокильный блок от 4022.10. Так появился мотор ЗМЗ-402.10, который и был показан на опытном образце ГАЗ-24-10 на выставке «Автопром-84». А описанный ЗМЗ-4021.10 с блоком, литым под давлением и карбюратором К-151, должен был стать мотором для такси ГАЗ-24-11. Однако серийное производство внесло коррективы в комплектацию обеих моторов.
По конструкции К-151, будучи немного проще в настройке и обслуживании, чем К-156, всё равно оставался сложным механизмом в сравнении с простым и надёжным семейством К-126/К-135, которые устанавливались на большую часть автомобилей выпуска не только ЗМЗ, но и моторов УЗАМ и УМЗ. Смежному поставщику карбюраторов, ЛенКарЗ, уже поступил отказ на массовое производство К-156, и только спустя некоторое время поступил новый заказ на К-151. Поэтому во избежание недоукомплектации карбюраторами ЗМЗ пошёл на схему компоновки, которая, за исключением конца выпуска, и стала основной комплектацией ГАЗ-24-10 — сохранить карбюратор К-126ГМ от предшественника.
Во многой литературе ошибочно указано, что К-126ГМ появился на ЗМЗ-402.10, заменяя раннюю модель К-126Г. На самом деле переход состоялся при внедрении закрытой системы вентиляции картера в 1977 году, когда штатный К-126Г был существенно доработан. Для аккомодации дополнительного инертного потока картерных газов на полных нагрузках большой диффузор второй камеры увеличили с 24 до 26 мм, её экономайзер заменили на более простой эконостат (прямоточное соединение распылителя из поплавковой камеры вместо регулируемого) с увеличением жиклёра распылителя с 2 до 3 мм. Воздушная заслонка, ранее перекрывая обе камеры, даже в открытом положении создавала турбулентность в потоке смеси, и её сократили, чтобы она перекрывала только первичную камеру. Но главное отличие — работа на холостом ходу, когда двигатель расходует мало воздуха и карбюратору необходима отдельная система регулирующая смесеобразование. У ранних К-126Г топливо первично эмульсировалось воздухом в системе ХХ и вторично — после выхода через отверстие в задроссельную область. Регулировкой «щели» дроссельной заслонки упорным винтом и перекрытием канала эмульсии игольчатым клапаном обеспечивался стабильный холостой ход двигателя, который на ЗМЗ-24Д составлял всего 450 оборотов в минуту.
Пуск малой ветви вентиляции картера во впускной коллектор создал дополнительный поток воздуха, что потребовало более богатой смеси на холостых оборотах. Для стабильной работы пришлось поднять холостые обороты до 575—625 об/м. Разброс обусловлен тем, что картерные газы могут содержать смолы, пары масла, которые не всегда отлавливаются сетчатым фильтром в клапанной крышке, из-за этого засоряется шланг малой ветви. Всё это приводит к падению холостых оборотов мотора и требует их восстановления приоткрыванием дроссельной заслонки упорным винтом. Но чрезмерное приоткрывание заслонки чревато тем, что она, в свою очередь, перекрывает переходное отверстие, тем самом принуждая работу переходной системы. В штатном режиме через неё должен поступать воздух над заслонкой, а оказавшись под ней, через это отверстие начинает поступать дополнительное топливо, резко переобогащая смесь, не допуская провала до входа малых диффузоров главной дозирующей системы средних нагрузок. В случае потока от малой ветви получается, что карбюратор балансирует между одной и другой системой. Для того, чтобы работа оставалась стабильной, конструкторы внедрили второй регулировочный игольчатый клапан воздуха в канал переходной системы — т. н. «винт токсичности». Обогащение смеси напрямую определяет уровень выброс угарного газа СО, и его точечной регулировки можно было добиться только по показанием газоанализатора. Этим и обоснуется паспортный разброс и для ЗМЗ-402.1, став ещё более крупным — 550—650 об/м.
На К-156 данная система была аналогичной, но за счёт двух «независимых» каналов питания холостой ход пришлось поднять до 800—900 об/м. А так как у К-151 система ХХ автономная, это позволило пустить отсос малой ветви картерных газов непосредственно в «подошву», а поток регулировать золотниковым клапаном. Однако, эксплуатация показала, что надёжность этого подхода, как и ЭПХХ и системы рециркуляции, оставляло желать лучшего.
Как такового «выбора» между новым, но сложным в обслуживании, К-151 и проверенным, но хлопотным из-за трёх винтов в настройке К-126ГМ у потребителей не было. Первоначальное желание вывести ЗМЗ-402.10 в некое промежуточное звено между форкамерным ЗМЗ-4022.10 и дефорсированным ЗМЗ-4021.10 не получилось (хотя в первоначальной технической литературе про К-126ГМ и блок литой под давлением нет никакого упоминания). Конфигурация ЗМЗ-402.10 с блоком, литым в кокиль, и карбюратором К-151 имели очень ограниченное количество автомобилей, которые в основном шли на экспорт, а также на ГАЗ-3102. Лишь с 1987 года К-151 начали ставиться в определённом количестве, но полный переход ЗМЗ осуществит только в начале 1990-х годов. Комбинация блока под давлением и К-151 первоначально на ГАЗ-24-10 и вовсе отсутствовала, а ГАЗ-24-11 с такими почти не выпускались. Они стали основными уже на ГАЗ-31029 в 1990-е, а после 1997 года — единственными. При этом вариант с блоком в кокили и К-126ГМ существовал. Им в основном комплектовали автомобили т. н. улучшенной комплектации ГАЗ-24-10-051.
Одновременно с новым карбюратором в 1984 году ГАЗ представил ещё одно новшество характерно повышению эффективности внутреннего сгорания — бесконтактную систему зажигания. Классическая система зажигания, в том числе стоявшая на ЗМЗ-24Д, состояла из двух узлов: индукционной катушки и прерывателя-распределителя (прозванный в народе «трамблёр»). Катушка имеет два витка, чтобы выполнить работу трансформатора и создать ток высокого напряжения. Вращающийся от распредвала трамблёр одновременно обеспечивал переменный ток для создания импульсов высокого напряжения и его же, через вращающейся бегунок, передавал на свечи зажигания.
Пока компрессия в цилиндрах была низкая, бензин низкого октанового числа, как и, следовательно, литровая мощность, данная схема была удовлетворительной. Однако при высоких оборотах резкие изменения первичного тока приводят к броскам напряжения в обоих обмотках катушки. А стремление повысить скорость возгорания требовало увеличения тока, передаваемого на свечу, что привело к созданию катушек зажигания с низким сопротивлением первичной обмотки (энергия тока зажигания накопляется при замкнутых контактах в распределителе и пропорционально квадрату первичного тока). Результатом всего этого стали частые обгорания и последующее размыкание контактов в крышке распределителя.
Для преодоления этого естественного порога (более 4 ампер) в СССР разработали универсальный внешний коммутатор ТК-102, который и дебютировал на ЗМЗ-4022.10, прозванный механиками «электронным ключом», основу устройства в котором составлял транзистор, который мог выдержать 6-8 ампер, и разгружал ток катушки при разомкнутых контактах в распределителе, снимая с них нагрузку и позволяя току в катушке вырасти. Особенности форкамерного зажигания не требовали вакуумного опережения и какое-то время мотор комплектовался трамблёром Р-147Б без конденсатора.
Но при таком раскладе необходима была точечная подача искрового заряда на свечу. Хотя в СССР была создана опытная конденсаторная система БЭСЗ-1 с бесконтактным датчиком на основе высокочастотного генератора, её создатели всё-таки решили сохранить распределитель, сделав его бесконтактным. Для ЗМЗ-402.10 основой стала катушка Б-116 с последовательно подключённым резистором 14.3729. Коммутатор 13.3734 управляет сигналом от магнитоэлектрического датчика в теле распределителя 19.3706, где вращающийся магнит индуцирует импульс в неподвижной катушке. Чтобы на высоких оборотах амплитуда сигнала не вызвала диссонанса, на входе в коммутатор стоит специальный каскад для компенсации этого явления. Чуть позже систему внедрили и на форкамерный ЗМЗ-4022.10 (1987). Данное новшество полностью оправдало себя в эксплуатации и значительно повысило надёжность работы двигателя.

### Трансмиссия и ходовая
ГАЗ-24-10, будучи адаптацией узлов ГАЗ-3102 к кузову ГАЗ-24, представляла собой интересный симбиоз. Первые опытные прототипы машины ГАЗ-3101 имели автоматическую коробку передач, подвеску на шаровых опорах спереди и пружинах сзади и гидроусилитель руля, а также мотор V6. Но к моменту презентации ГАЗ-3102 в 1978 году все эти проекты так и остались нереализованными, и почти все элементы трансмиссии ГАЗ-3102 ему достались в «наследство» от ГАЗ-24. Ещё в 1976—1977 годах трансмиссия подверглась незначительной доработке: полуоси заднего моста получили резиновый сальник вместо войлочного, а для компенсации износа (и, следовательно, вызванной дисбалансом вибрации) карданного вала, хвостовик коробки получил эластичную муфту. Однако, опыт эксплуатации показал, что уплотнение муфты было не всегда надёжным, а гася колебания при дисбалансе кардана, она же их передавала в подшипник вторичного вала. Поэтому как раз к освоению ГАЗ-24-10 вернулись к КПП образца до 1976 года.
Единственное отличие трансмиссии ГАЗ-3102/24-10 от ГАЗ-24 — это пара главной передачи заднего моста. Возросшая мощность двигателя и чуть более высокая планка оборотов мотора позволили удлинить пару с 4,1 до 3,9, что положительно сказалось на ресурсе мотора, экономии и максимальной скорости автомобиля. При этом мост сохранил прежнюю разрезную конструкцию, что с одной стороны позволяло машине успешно преодолевать бездорожье (особенно зимой — так как мост, как ледокол, проходит через сугроб), но сохранилась проблема трудоёмкости ремонта, так как для доступа к дифференциалу требовался не только полный демонтаж моста с автомобиля, но и изнурительная регулировка зацепления по пятну контакта. Поэтому одновременно началась разработка универсального моста новой конструкции для будущего поколения легковых автомобилей типа «спайсер», где балка неразъёмная, а поперечное смещение дифференциала и тепловой зазор его подшипников точно фиксируется двумя бугельными гайками. Мосты такой конструкции появились на ГАЗ-3102 в самом конце 1980-х и стали основными на рубеже 1991/1992 года. На массовых Волгах он вытеснит разрезные в 1993 году на модели ГАЗ-31029, но первые экземпляры дошли и до 24-10 1991 г.в. Хотя в народе их прозвали «чайковскими», общего в конструкции с мостом от ГАЗ-14 у них нет.
В середине 1970-х годов НАМИ рекомендовало модернизировать курсовую устойчивость Волги внедрив рычаги на резинометаллических втулках (сайлентблоках) в подвески спереди, заменив шкворневые опоры поворотного кулака на шаровые спереди, а сзади заменив рессорную тележку на пружинную. Но ни одно из предложений так и не дошло до серийных машин, и ГАЗ-3102 полностью сохранил уже к началу 1980-х архаичную, но надёжную схему, хоть и требующую частого ухода (регулярной шприцовки).
Существенным исключением стала тормозная система. Предшествующая система ГАЗ-24 была большим технологическим скачком в сравнении с ГАЗ-21, резко повышая надёжность и безопасность тормозной системы за счёт саморегулирующихся тормозных цилиндров, дуплексного расположения цилиндров передних колёс, раздельного от сцепления бачка питания тормозной жидкости, тросового, в отличие от карданного, стояночного тормоза и удачным распределением давления в соотношении передних и задних тормозов. Главным атрибутом был лицензированный у английской фирмы «Гирлинг» гидровакуумный усилитель, не только уменьшающий усилие, необходимое приложить на педаль, но и позволяющий ощущать обратную связь в зависимости от усилия. К сожалению, будучи удовлетворительной для норм конца 1960-х, для конца 1970-х этого было недостаточно. Сложная конструкция ГВУТа часто приводила к потере герметичности, особенно в узле делителя, из-за чего многие механики его вынимали из контура. Более того, используемая тормозная жидкость БСК не выдерживала высоких нагрузок, особенно в летнее время. Само по себе использование конструкции барабанных тормозов для передних колёс не было неординарным, так как многие производители США их ставили на легковые автомобили до середины 1970-х, но качественное торможение данной конструкции можно было обеспечить лишь при ровной контактной поверхности, что в свою очередь требовало регулярно снимать барабаны для очистки фрикционных накладок колодок от засевшего абразива. В противном случае получался не только неприятный писк тормозов, но и сам абразив очень быстро образовывал риски в барабанах, сводя эффективность торможения на нет. Более того, барабанные тормоза полностью проигрывали при многократном торможении, когда за счёт нагрева металл расширялся и удалялся от поверхностей колодок.
В СССР переход на дисковые тормоза начался одновременно «сверху» (на лимузине ЗИЛ-114) и «снизу» (на компактном седане ВАЗ-2101, имевшем систему, повторяющую его прообраз Fiat 124). Для надёжности задние тормоза сделали барабанными, но вместо тяжёлых монолитных чугунных барабанов применили лёгкие и быстроохлаждаемые алюминиевые с чугунными «гильзами» для контактной поверхности. Остальным производителям, ГАЗу и АЗЛК, пришлось подождать. В середине 1970-х СССР у упомянутого партнёра «Гирлинг» закупил лицензию на очередную систему, которая была разработана для спортивного автомобиля Ягуар. Вместо удобного, но не всегда надёжного и сложного в ремонте гидровакуумного усилителя, появился простой вакуумный механизм, спаренный с главным тормозным цилиндром. При нажатии педали шток открывал вакуумную линию во впускной коллектор двигателя, что облегчало перемещение штока в главный цилиндр. Сам цилиндр был двухкамерный, разделённый манжетами, тем самым обеспечивая полную независимость двух контуров.
Большие нагрузки потребовали отказаться от БСК в пользу используемых тогда тормозных жидкостей «Томь» и «Нева» (ныне соответствуют маркам DOT4), что в свою очередь позволило увеличить давление в системе уменьшением тормозных проводов с 6 до 5 мм. Для предотвращения юза задних колёс при экстренном торможении, в систему введён регулятор усилия (в народе прозванный «колдун»), который не давал задним колёсам блокироваться, когда при торможении передняя ось смещалась вниз, тем самым смещая центр массы вперёд. Завершали систему передние дисковые тормоза. Для надёжности проводка выполнена дублирующей: в суппорте две пары разного диаметра поршней были независимым друг от друга. Малая камера главного цилиндра питала большую пару поршней, а большая камера была общей для малой пары и тормозов задних колёс.
Под эту систему ГАЗ, не меняя общий конструктив, существенно модернизировал подвеску автомобиля. За счёт применения верхних рычагов и стойки со смещением вперёд и внутрь верхнего конца шкворня, появился важный атрибут управления — кастор. На мелких скоростях это привело к более тяжёлому рулю, особенно на ровной местности, так как усилием приходилось не только провернуть колесо, но по сути поднять весь угол автомобиля из-за завала колеса. Но на больших скоростях свыше 100 км/ч пропал феномен «люфта» руля и более того, кастор шкворня компенсировал крен автомобиля на поворотах. Более длинные нижние рычаги способствовали также переходу на бескамерные шины радиального типа 205/70R14 вместо диагональных 7.35-14.
Для АЗЛК-2140 тормозная система оказалась более чем хорошей, даже излишней. А вот на стадии производства ранних ГАЗ-3102 (1981—1984) именно она станет «пятой Ахиллеса», из-за которой и затянется, а потом и не состоится полноценный запуск автомобиля в качестве замены ГАЗ-24. Виновником станет качество обрабатываемого металла тормозных дисков. Одинарный тормозной диск очень быстро перегревался, из-за чего его «вело», что приводило к существенным авариям ранних автомобилей. Проблема стала настолько ощутимой, что о ней писалось даже в официальной советской прессе. Учитывая огромный процент выбраковки, смежному производителю в Кинешме пришлось срочно дорабатывать конструкцию. А для существующих машин была разработана «временная» схема. Оставив гидравлический привод от ГАЗ-3102 с вакуумным усилителем, трубопроводами, «колдуном» задних тормозов, на «скорую руку» доработали поворотный кулак подвески (поперечный угол цапфы), чтобы сохранить длинные рычаги и, тем самым, радиальный протектор. Остальное всё — верхние рычаги, стойка и вертикальный наконечник тяги трапеции (у ГАЗ-3102 он был под наклоном), взяли от ГАЗ-24 с передним барабанным тормозом, но с уменьшенными до 25 мм рабочими тормозными цилиндрами спереди и до 22 мм сзади. ГАЗ-3102 с передними барабанными тормозами стали настолько распространёнными, что она подробно описана в первом издании технического описания и обслуживания.
В 1984 году Кинешма наконец решила проблему брака тормозных дисков. Так и не получив заветное качество металла, заводу пришлось применить более надёжную конструкцию вентилируемых дисков. Эта мера потребовала увеличить спереди колею, доработав тормозной щит и цапфу кулака, и скомпенсировать заднюю колею распорной проставкой между колесом и барабаном. В свою очередь, более толстый тормозной диск потребовал адаптировать суппорт аналогичной проставкой в 10 мм. Только серийно эта система уже производилась не для массовой ГАЗ-3102, а для ограниченного потока в 3 тысячи автомобилей. Зато «временная» барабанная система оказалась как никогда подходящей для массовой ГАЗ-24-10. За время «обкатки» ГАЗ выявил много нареканий с «москвичёвским» главным тормозным цилиндром, и решил разработать свой общий для ГАЗ-3102 и ГАЗ-24-10. С более надёжными манжетами и нагнетающей способностью (а также пробкой спереди, позволяющей ремонт без демонтажа всего узла). Это позволило вернуть передние тормозные цилиндры 32 мм от ГАЗ-24 и применить задние цилиндры на 28 мм вместо 22-миллиметровых. Отдельные автомобили ГАЗ-24-10-051, экспортные модификации, а также догонялки ГАЗ-24-34 могли комплектоваться дисковыми тормозами от ГАЗ-3102.

### Салон

Салон ГАЗ-24-10

Вторая часть модернизации затронула салон автомобиля. За основу была взята архитектура ГАЗ-3102, включая регулируемые ортопедические сиденья с подголовниками, задний диван с пониженным профилем, более удобные атрибуты комфорта в виде электроподогрева заднего стекла вместо сложной системы отопления и вентиляции. Автомобиль получил подвесную педаль акселератора вместо напольной, подрулевые рычаги управления указателями поворота и стеклоомывателем и многие другие элементы контроля. В изголовье стояли раздельная комбинация приборов и спидометра с конусообразными стёклами. Консоль у ГАЗ-3102 была выполнена из травмобезопасного пенополиуретана, натянутого на металлическую основу, которые поставляла Сызрань. Как и в случае с дисковыми тормозами, недокомплектация и выбраковка привела к тому, что для ГАЗ-24-10 ГАЗу пришлось срочно разрабатывать собственную консоль. В этот период широко внедрялось вулканизация пластика. Учитывая более «хозяйственный» статус ГАЗ-24-10, было принято решение о разработке собственной консоли. Некоторые автомобили переходной серии первоначально имели более богатый интерьер от ГАЗ-3102, с велюровой обшивкой и «высокой» панелью от ГАЗ-3102. Позже это стало атрибутом т. н. улучшенной комплектации ГАЗ-24-10-051. Для большинства автомобилей были использованы обычные ткани с дерматиновой окантовкой. Таксомоторные ГАЗ-24-11 имели полностью дерматиновую обивку.

### Экстерьер

Опытный образец ГАЗ-24-10, созданный в 1984 году.

Вопрос внешнего вида ГАЗ-24-10 был самым спорным из всех. Если установку дверей от ГАЗ-3102 с утопленными ручками и отсутствием угловых форточек сразу согласовали, то оформление передка и зада стали предметом самых оживлённых дебатов. С одной стороны, «сверху» дано чёткое указание, воспрещающие ставить ГАЗ-3102 на массовый выпуск. С другой стороны, кузовные штампы ГАЗ-24 к середине 1980-х перешли миллионную отметку, и их износ в негодность был вопросом времени. При этом заготовленные под массовый выпуск штампы ГАЗ-3102 фактически не использовались из-за мелкой серии последнего. Сказывалось и другое: конструкторам лучше всех было ясно, что автомобиль уже устаревший, и несмотря на «второе дыхание» в виде ГАЗ-24-10, замена обеих Волг в лице проекта 3103/3104/3105, был вопросом времени. Поэтому было решено убить двух зайцев. Пустить «временный» ГАЗ-24-10 в старом кузове, до полного изнашивания штампов, а после «переодеть» его в кузов от ГАЗ-3102. К слову, так и получилось, и появившийся в 1992 году ГАЗ-31029 был вторым гибридом конвейерной Волги и ГАЗ-3102.
Кроме того, к середине 1980-х удачный облик ГАЗ-24 так и не потерял свою привлекательность. Осовременить его решили путём упрощения. С крыльев убрали шильдики, с кромки багажника — хромированный молдинг (который провоцировал коррозию), с бамперов — добавленные в 1977 году клыки, а с вентиляционной накладки задней стойки — габаритный огонь. Также, чтобы одновременно подчеркнуть более низкую «касту» автомобиля и приписать его к установившейся моде, зеркала, дворники и заглушки передних стёкол выполнили в чёрном цвете. Внешняя светотехника из-за сохранения кузова ГАЗ-24 в основном осталась прежней, незначительно изменились лишь фары. Габаритные огни, находившиеся ранее в отдельных подфарниках, переместились в основную фару, а подфарники убрали. С задней панели убрали располагавшиеся отдельно красные светоотражатели, вместо них появились светоотражатели, встроенные в задние фонари. «Аэродинамические» колпаки колёс были двух видов: стандартные пластиковые или хромированные с чёрной эмалью (от ГАЗ-3102). Окончательной чертой стал передок в виде чёрной пластиковой решётки радиатора. Вопреки распространённому мнению, сама решётка не является чертой ГАЗ-24-10. Её ещё с конца 1970-х ставили на экспортные автомобили в страны Бенилюкс, с дизельным двигателями Пежо. При этом версии ГАЗ-24 со старой, хромированной, решёткой сохранялись, но ставились реже. Это в совокупности с радиальными шинами и более широкой колеёй внешне заметно изменили облик автомобиля, ближе к уже ушедшей из США моды (см. Muscle car). Процесс обновления был полностью завершён в 1987 году, когда на конвейер встал универсал ГАЗ-24-12.

## Модификации
- ГАЗ-24-10 — базовый седан.

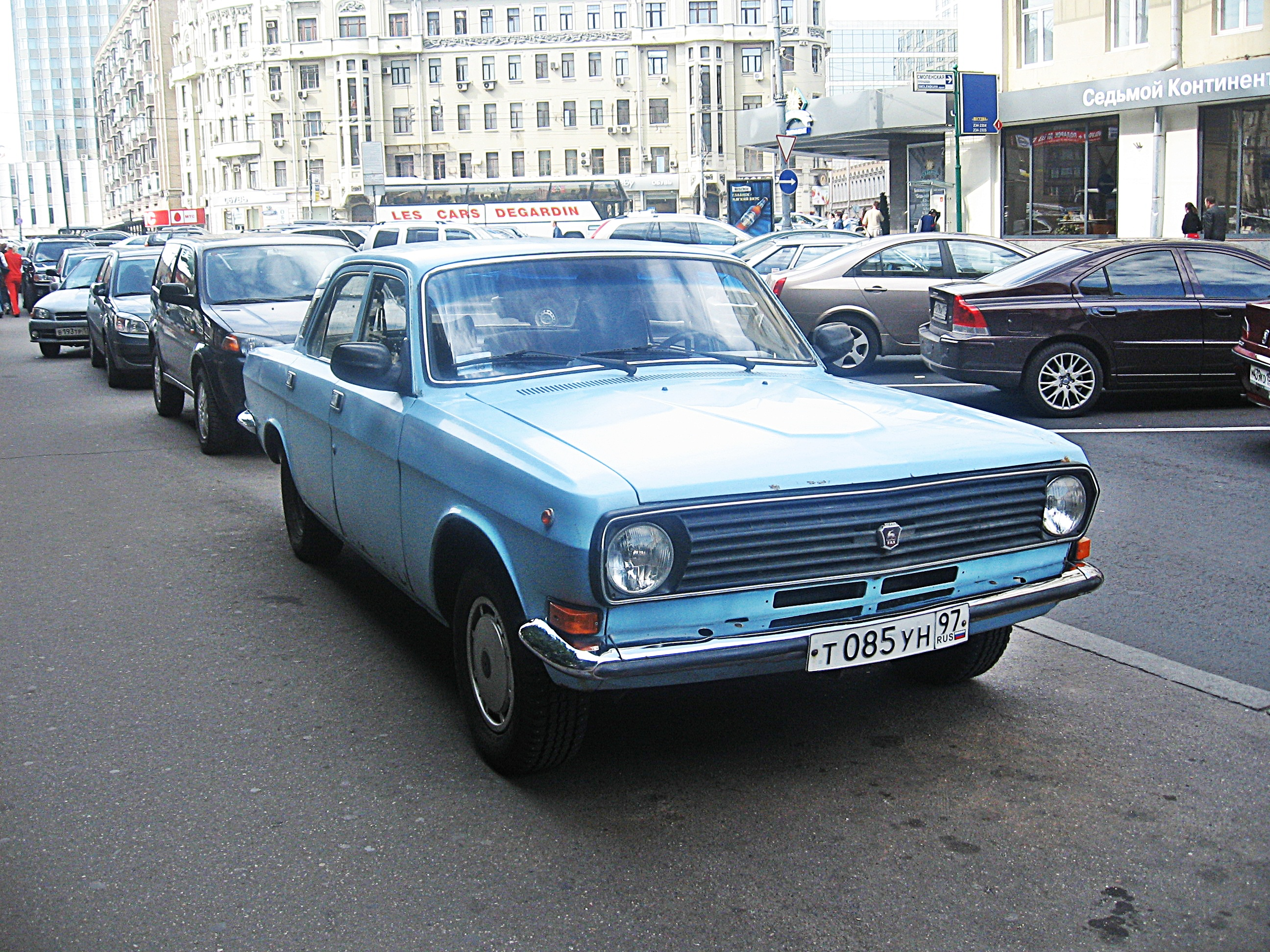
ГАЗ-24-10 на улицах Москвы в 2007 году

- ГАЗ-24-10-051 — седан с интерьером и некоторыми агрегатами старшей модели ГАЗ-3102[9][10].
- ГАЗ-24-11 — такси, с кузовом типа «седан».
- ГАЗ-24-12 — универсал на базе ГАЗ-24-10[11][12]. Производился с 1987 по 1992 год. Был разработан для замены «Волги» ГАЗ-24-02. На базе ГАЗ-24-12 выпускался ГАЗ-24-13 — санитарная карета скорой помощи вместимостью 4+1 (на носилках) и ГАЗ-24-14 грузопассажирское такси, переоборудованный под бензин АИ-76[13]. На смену ГАЗ-24-12 пришёл универсал на базе ГАЗ-31029 — ГАЗ-31022.
- ГАЗ-24-13 — санитарный, с кузовом типа «универсал».
- ГАЗ-24-34 — «быстроходный автомобиль» или «машина сопровождения» (неофициально работники автозавода и обыватели называли её «догонялка» или «бешеная»).

Пришла на смену ГАЗ-24-24, серийно выпускалась с 1985 до 1993 года.
- ГАЗ-24-17 — такси с двигателем, работающим на сжиженном газе.
- ГАЗ-24-60 — тропическое исполнение (сухой и влажный климат).